# NGC 6125
NGC 6125 = NGC 6127 = NGC 6128 ist eine 12,0 mag helle elliptische Galaxie vom Hubble-Typ E0 im Sternbild Drache am Nordsternhimmel. Sie ist schätzungsweise 224 Millionen Lichtjahre von der Milchstraße entfernt und hat einen Durchmesser von etwa 90.000 Lichtjahren.
Im selben Himmelsareal befindet sich u. a. die Galaxie NGC 6130.
Das Objekt wurde am 24. April 1789 von Wilhelm Herschel mit einem 18,7-Zoll-Spiegelteleskop entdeckt, der sie dabei mit „pF, pS, lE“ beschrieb. Auf Grund eines Fehlers in Herschels Positionsangabe führten Swifts Beobachtungen am 28. Juni und 6. Juli 1886, ebenfalls fehlerbehaftet und dazu mit leicht abweichenden Beschreibungen, unter NGC 6127 und NGC 6128 zu zwei weiteren Einträgen im Katalog.